# آرماند اونه
آرماند اونه (انگلیسی: Armand Oné؛ زادهٔ ۱۵ مارس ۱۹۸۳) بازیکن فوتبال اهل فرانسه است.
از باشگاه‌هایی که در آن بازی کرده‌است می‌توان به باشگاه فوتبال کمبریج یونایتد، باشگاه فوتبال گیتزهد، باشگاه فوتبال نانت، باشگاه فوتبال تاموورث، باشگاه فوتبال پاتریک تیسل، باشگاه فوتبال نورث‌همپتون تاون، باشگاه فوتبال ورکسام، و باشگاه فوتبال تورون پالوسئورا اشاره کرد.